# Brookvalia gracilis
Brookvalia gracilis è un pesce osseo estinto, appartenente ai redfieldiiformi. Visse nel Triassico medio (circa 240 milioni di anni fa) e i suoi resti fossili sono stati ritrovati in Australia.

## Descrizione
Di piccole dimensioni, questo pesce non superava solitamente i 10 centimetri di lunghezza. Il corpo era allungato e la testa piuttosto grande, munita di grandi occhi. La bocca era profonda e ampia, con una mandibola sottile e munita di piccoli denti acuminati (nella zona della sinfisi mandibolare i denti erano allungati). La pinna dorsale era piuttosto arretrata e posta appena dopo la metà del corpo, aveva una base relativamente allungata ed era pressoché opposta alla pinna anale, di forma simile. Le pinne pettorali e quelle pelviche erano piuttosto piccole; la pinna caudale possedeva due lobi di egual misura. Le scaglie di Brookvalia erano di forma quadrata o rettangolare, ed erano disposte in file oblique che ricoprivano tutto il corpo.

## Classificazione
Brookvalia gracilis venne descritto per la prima volta nel 1935, sulla base di fossili ritrovati nel giacimento di Brookvale, in Nuovo Galles del Sud (Australia). Brookvalia è stato avvicinato al genere Redfieldius, un pesce osseo arcaico attribuito di volta in volta ai paleonisciformi o a un ordine a sé stante (Redfieldiiformes). In ogni caso, le caratteristiche di Brookvalia sembrerebbero essere intermedie tra quelle dei paleonisciformi arcaici e quelle dei pesci ossei più derivati, come i perleidiformi o i Neopterygii. Brookvalia, in particolare, è il genere eponimo della famiglia Brookvaliidae, comprendente altri pesci simili come Atopocephala e Schizurichthys, dotati di fauci particolarmente ampie. Un altro genere forse affine è Igornichthys.

## Paleoecologia
Brookvalia era un pesce d'acqua dolce che si muoveva velocemente, predando altri piccoli animali come pesci più piccoli o invertebrati. È probabile che vivesse in gruppi.